# Billy Gabor
William A. Gabor (Binghamton, Nueva York; 13 de mayo de 1922-Jupiter, Florida; 4 de junio de 2019) fue un baloncestista estadounidense que disputó seis temporadas en la NBA. Con 1,80 metros de estatura, jugaba en la posición de base. Fue All-Star en 1953.

## Trayectoria deportiva

### Universidad
Se matriculó en la Universidad de Syracuse, donde empezó su andadura universitaria en 1942. En su primera temporada, su entrenador no lo alineó en los cinco primeros partidos. Tras un mal comienzo de los Orangemen, con una victoria y seis derrotas, por fin llegó la oportunidad de Gabor, que no la desaprovechó, jugando de titular ante la Universidad de Cornell, anotando veintidós puntos en la victoria de su equipo por 52-51 sobre los Big Red. Durante la temporada consiguió el récord de anotación individual para un jugador de Syracuse, con veintiocho puntos (récord que fue superado tres días después). En el total de su primer año promedió 12,1 puntos por partido, antes de ser llamado a filas e incorporarse al Cuerpo Aéreo del Ejército de los Estados Unidos para participar en la Segunda Guerra Mundial, donde llegó a ser teniente.
Regresó a las canchas en 1945, llevando a su equipo a lograr un balance de veintitrés victorias y cuatro derrotas, logrando clasificar al equipo para disputar por primera vez un torneo de postemporada, el NIT. Ese año volvió a batir el récord de puntos en un partido, anotando 38 ante Oswego.
Durante su temporada júnior estableció un nuevo récord de su universidad, al convertirse en el primer Orangeman en anotar más de cuatrocientos puntos en una temporada. Ese año además fue elegido All-American. Su temporada sénior la afrontó con sendos esguinces en un dedo del pie y en la rodilla, lo cual no le impidió volver a liderar al equipo en anotación, siendo el primer jugador de Syracuse (y el único hasta este momento) en ser el mejor anotador del equipo en sus cuatro temporadas. Anotó treinta o más puntos en cinco partidos, lo cual también constituyó un récord de los Orangemen hasta la llegada de Dave Bing. En el total de su trayectoria universitaria promedió 14,9 puntos por partido.
Además de destacar en baloncesto, también jugó a béisbol en sus dos últimos años, jugando de segunda base.

### Profesional
Fue elegido en el puesto veintidós de la segunda ronda del Draft de la BAA de 1948 por Rochester Royals, pero no fue hasta 1949 cuando se incorporaría a la liga profesional, fichando por Syracuse Nationals. En su primera temporada fue, tras Dolph Schayes, el jugador más destacado de su equipo, promediando 10,9 puntos y 1,9 asistencias por partido, en una temporada en la que los Nats llegaron a las Finales, perdiendo ante Minneapolis Lakers. Fue elegido en el mejor quinteto de rookies de la temporada, que en aquellos años no teníacarácter oficial.
Su segunda temporada fue la mejor, estadísticamente hablando, ya que promedió 11,3 puntos, 2,5 rebotes y dos asistencias, pero las lesiones ya estaban haciendo mella en él. En la temporada 1952-53 llegó por fin el reconocimiento por parte de la liga, siendo convocado para disputar el All-Star Game, aunque acabó el partido siendo el único jugador que no anotó ni un solo punto.
La temporada 1954-55 sería la última que disputaría como profesional, ganando su único anillo de campeón de la NBA, a pesar de que únicamente disputó 3 partidos en la misma, a causa de unas lesiones que acabaron por retirarle. En sus seis temporadas en la liga profesional promedió 9,8 puntos, dos asistencias y 1,8 rebotes por partido.

## Estadísticas de su carrera en la NBA
|  | Denota temporadas en las que ganó un campeonato de la NBA |

### Temporada regular
| Año      | Equipo   | PJ  | MPP  | TC%  | TL%  | RPP | APP | PPP  |
| -------- | -------- | --- | ---- | ---- | ---- | --- | --- | ---- |
| 1949–50  | Syracuse | 56  | –    | .337 | .689 | –   | 1.9 | 10.9 |
| 1950–51  | Syracuse | 61  | –    | .342 | .740 | 2.5 | 2.0 | 11.3 |
| 1951–52  | Syracuse | 57  | 19.0 | .322 | .776 | 1.6 | 1.5 | 8.6  |
| 1952–53  | Syracuse | 69  | 19.4 | .350 | .764 | 1.5 | 1.9 | 9.4  |
| 1953–54  | Syracuse | 61  | 19.9 | .370 | .716 | 1.6 | 2.7 | 9.0  |
| 1954–55† | Syracuse | 3   | 15.7 | .318 | .600 | 1.7 | 3.7 | 5.7  |
| Total    | Total    | 307 | 19.4 | .344 | .737 | 1.8 | 2.0 | 9.8  |
| All-Star | All-Star | 1   | 25.0 | .000 | .000 | 5.0 | 2.0 | 0.0  |

### Playoffs
| Año   | Equipo   | PJ  | MPP  | TC%  | TL%  | RPP | APP | PPP |
| ----- | -------- | --- | ---- | ---- | ---- | --- | --- | --- |
| 1950  | Syracuse | 10  | –    | .258 | .839 | –   | 2.5 | 7.6 |
| 1951  | Syracuse | 7   | –    | .375 | .643 | 2.9 | 2.6 | 9.0 |
| 1952  | Syracuse | 7   | 11.4 | .333 | .750 | 0.9 | 1.4 | 4.9 |
| 1953  | Syracuse | 2   | 14.0 | .417 | .615 | 1.5 | 1.0 | 9.0 |
| 1954  | Syracuse | 10  | 19.6 | .289 | .700 | 2.8 | 1.9 | 7.6 |
| Total | Total    | 307 | 19.4 | .344 | .737 | 1.8 | 2.0 | 9.8 |